# Valladolid
För andra betydelser, se Valladolid (olika betydelser).
Valladolid (spanskt uttal: [baʎaðoˈlið]
 ( lyssna)) är en stad och kommun i den autonoma regionen Kastilien och León i nordvästra Spanien. Staden ligger vid floden Pisuerga, cirka 162 kilometer nordväst om Madrid. Valladolid är huvudort i både provinsen med samma namn samt Kastilien och León. Kommunen har 300 618 invånare (2024), på en yta av 197,37 km².
Stadens namn kommer möjligen från keltoiberiskans Vallis Tolitum ("vattnens dal"), vilket skulle åsyfta floderna Pisuerga och Esguevas sammanflöde vid Valladolid. En alternativ teori menar att namnet kommer från arabiskans بلد الوليد Balad al-Walid ("al-Walids stad"). Staden var under en kort period Spaniens huvudstad mellan 1601 och 1606. Valladolid ligger nära vindistriktet Ribera del Duero.

## Arkitektur och stadsbild

### Kyrkor
- Katedralen "Nuestra Señora de la Asunción"
- Iglesia de San Pablo

### Palats
- Kungliga slottet, (Palacio Real)
- Palacio de Fabio Nelli
- Palacio de Pimentel

## Museer
Stadens skulpturmuseum har skulpturer av Gregorio Hernández, Alonso Berruguete, Alonso Cano, Juan Martínez Montañés med flera.

## Sport
Fotbollslaget Real Valladolid kommer från staden.